# Simão, irmão de Jesus

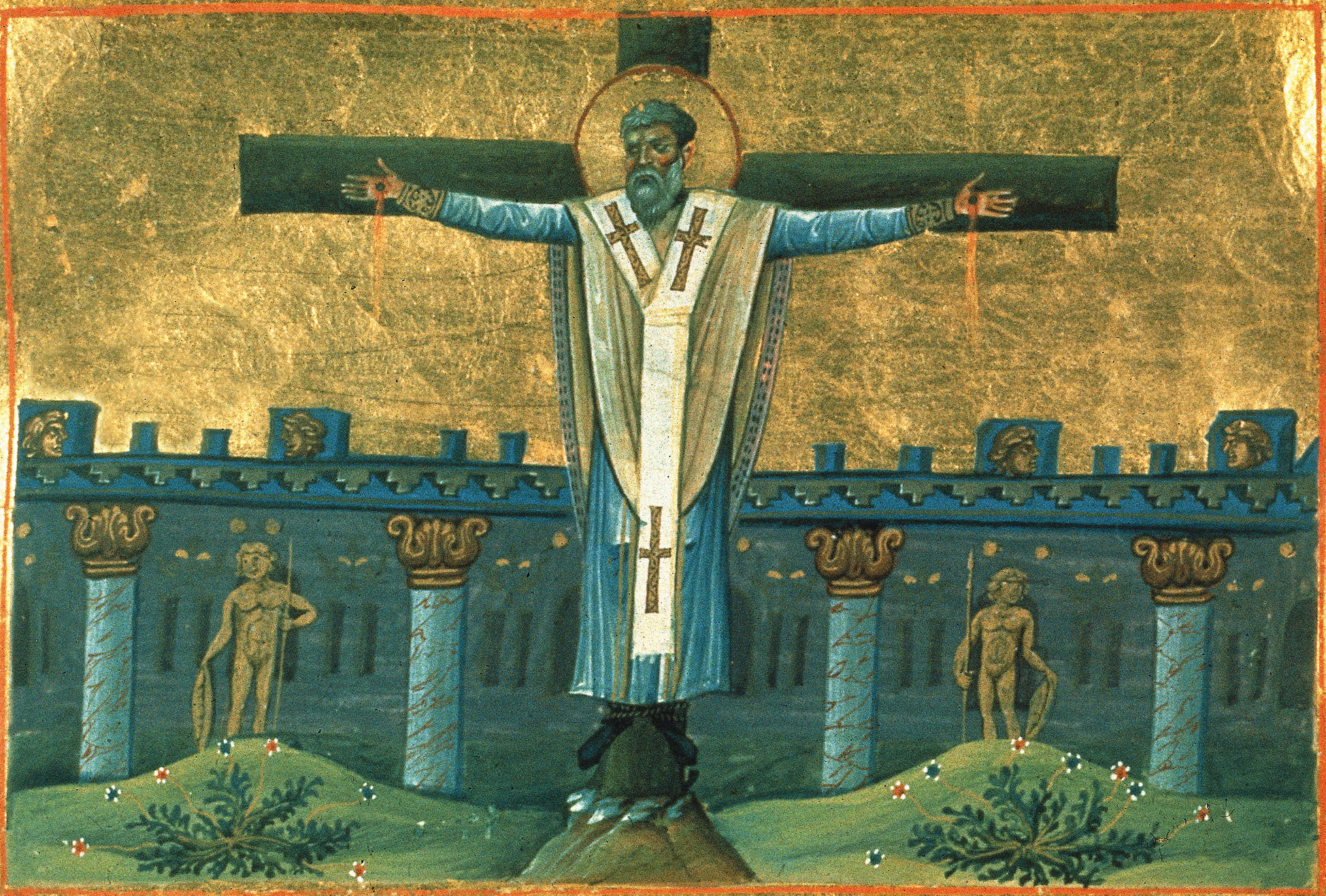
Simão, irmão de Jesus.
Iluminura no Menológio de Basílio II.

Simão era um dos irmãos de Jesus no Novo Testamento, onde ele aparece juntamente com os outros "irmãos": Tiago, o Justo, José e Judas.

## História
Em Mateus 13:55, o povo pergunta sobre Jesus: "Não é este o filho do carpinteiro? sua mãe não se chama Maria, e seus irmãos não são Tiago, José, Simão e Judas? Não vivem entre nós todas as suas irmãs? Donde lhe vem, pois, tudo isso?" Em Marcos 6:3, a pergunta foi: "Não é este o carpinteiro, filho de Maria, irmão de Tiago, de José, de Judas e de Simão? e suas irmãs não estão aqui entre nós? Ele lhes servia de pedra de tropeço."
Em consonância com a sua doutrina sobre a virgindade perpétua de Maria, a Igreja Católica rejeita a ideia de que Jesus teria tido irmãos biológicos filhos de Maria (inclusive Simão), sugerindo que os chamados desposyni era ou filhos de José de um casamento anterior (meio-irmãos, portanto) ou então que eram "primos" de Jesus. A Enciclopédia Católica sugere ainda que Simão possa ser a mesma pessoa que Simeão de Jerusalém ou Simão, o Zelote. Estudiosos protestantes geralmente tomam Simão como sendo meio-irmão de Jesus. Católicos, Assírios, Igreja Católica Oriental e Ortodoxos acreditam na virgindade perpétua de Maria, assim como os líderes protestantes Martinho Lutero, Zwingli e John Wesley.